# 波波羅王國
《波波羅王國》（ポポロクロイス）是遊戲《波波羅古洛伊斯物語》的動畫第二作。

## 大網
可參照PS2遊戲『最初的冒險』、『月之戒律的冒險』

## 登場人物
皮諾（聲：南央美（日）；黃鳳英（港））
皮耶多羅（聲：大塚明夫）
龍族後裔。
娜露西亞（聲：川村万梨阿）
妖精族，個性溫柔婉約，是皮諾的心靈支柱，同時又具有智慧，多次開導皮諾以及露娜，在第一次見到掛帶著黃金鑰匙的露娜便知道一切，有別於其柔弱的外型，娜露西亞擁有和上級魔物作戰的實力，在黑暗精靈復活之際除了安撫城鎮中的婦女、孩子外，也和皮耶多羅一同作戰護送皮諾等人進入黑暗聖域。皮諾的精靈和妖精的知識都是娜露西亞告訴他的。
巴布（聲：大谷育江（日）；袁淑珍（港））
精靈的守護者，力量來自月亮，為了再次打敗黑暗精靈而降臨神壇，在被皮諾取名後獲得形體而能夠在人類世界生活，和黑暗精靈戰鬥時把力量借給皮諾使他打敗第二型態的魔王，使皮諾、露娜等人能夠離開黑暗聖域，但是最後力盡而形體消滅，最後在吸收月亮的力量下又在次降臨，但這次是為了和皮諾再次相見。從風精靈、火精靈、水精靈第一次見到巴布的反應看來，巴布對精靈應該是非常殘暴嚴苛的。
露娜（聲：半場友惠（日）；鄭麗麗（港））
原形是海妖精，受到月之規章影響不能登上陸地，一旦上岸便會化作沙，但是在海底撿獲過去娜露西亞丟棄的黃金鑰匙而得以獲得人形能夠上岸，在皮諾小時候落海時曾經救過他，自此便有想和皮諾做朋友的願望，在上岸後卻又和害怕自己的身分會讓周遭的朋友害怕而被疏離拋棄，因此一直沒有勇氣用真實的形體去面對皮諾等人，在拯救水精靈時也不敢面對真實之泉，深怕自己的身分曝光，曾經一度離開皮諾，但是最後得知娜露西亞也是妖精時獲得很大的勇氣，決定幫助皮諾，最後運用黃金鑰匙打敗黑暗精靈，同時黃金鑰匙毀壞，露娜必須回到海中生活，在鑰匙復原以前都以海妖精的原形和皮諾、馬洛克相處，漸漸的打開心房。
馬洛克（聲：高木渉）
萊昂娜之子，個性雖然粗暴好食，但十分大方，也很照顧皮諾和露娜，武器是斧頭，能結合火精靈的力量。
萊昂娜（聲：根谷美智子）
馬洛克的母親，個性穩重，做事貼心，過去曾和皮耶多羅、娜露西亞等夥伴一起拯救世界，在故事中並沒有實際描寫她的實力，但是從前作以及故事中對她行為的側寫便知道她的實力不亞於皮耶多羅和娜露西亞。似乎非常擅於馴馬。
巫娜娜（聲：伊藤美紀）
城堡中的魔法學徒，常常將皮諾作為實驗對象，本人魔法實力相當差但似乎沒有自覺，是皮諾遇到巴布之前少數能夠交談的朋友。
薩博老師（聲：岩崎博）
巫娜娜的老師，標準的實用主義者，對巫娜娜盡是失敗的魔法又好氣又好笑，但是非常愛護學生，也曾經幫皮諾在皮耶多羅面前說話，同時也是皮諾的開導者。
莫姆大臣（聲：金子由之）
琪露達
娜露西亞的姊姊，守護森林的巫女，本人不具有妹妹一般的美貌，但博學多聞，黃金鑰匙會復原的事也是琪露達和皮諾說的，心情好時會唱歌，卻被皮諾不知情的情況說「本人似乎是個音痴」，和皮諾、馬洛克兩家有很深的友好關係，過去曾和萊昂娜生活在一起，最後離開留下房子給她，獨自一人深入森林生活守護森林，十分疼愛皮諾和馬洛克。
聲：高木渉
聲：大西健晴
聲：松元恵
聲：宮田幸季
聲：山口真弓
聲：中田和宏
聲：大西健晴
聲：宮田幸季
聲：宍戸留美
聲：宮澤正
聲：岩崎ひろし
風之精靈（聲：川村万梨阿）
火之精靈（聲：鈴木琢磨）
水之精靈（聲：前田ゆきえ）
嘎米嘎米魔王（聲：大塚明夫）

## 製作人員
- 原作 - 田森庸介
- 監督 - 越智一裕
- 系列構成 - 吉田玲子
- 人物設定 - 福島敦子
- 美術監督 -  針生勝文
- 色彩設定 - 秋山久美
- 撮影監督 - 白尾仁志
- 編集 - 佐野由里子
- 音響監督 - 三好慶一郎
- 音樂監督 - 合田豊
- 音樂 - 亀山耕一郎
- 製作人 - 山川典夫、渡辺哲也、宮本秀晃
- 動畫製作 - TMS Entertainment
- 製作 - 東京電視台、電通、TMS Entertainment

## 主題曲
片頭曲
（第1話 - 第13話）
作詞・作曲・歌 - ルルティア / 編曲 - ルルティア、佐藤鷹
（第14話 - 第26話）
作詞 - ソン・ルイ&中村蕗子 / 作曲 - ソン・ルイ / 歌 - CORE OF SOUL
片尾曲
（第1話 - 第13話）
作詞・作曲・歌 - ルルティア / 編曲 - ルルティア、佐藤鷹
（第14話 - 第26話）
作詞 - 野見山睦未、鈴木祥子 / 作曲 - Local Bus / 編曲 - Local Bus、石川鉄男

## 各話標題
| 話數 | 日文標題 | 中文標題             | 腳本       | 分鏡       | 演出         | 作畫監督       |
| ---- | -------- | -------------------- | ---------- | ---------- | ------------ | -------------- |
| 1    |          | 龍之祭壇的冒險       | 吉田玲子   | 越智一裕   | 大庭秀昭     | 清水義治       |
| 2    |          | 露娜與黃全的鎖匙     | 吉田玲子   | 大原実     | 大原実       | 前田実         |
| 3    |          | 風之聖域的冒險       | 吉田玲子   | 青木雄三   | みくりや恭輔 | 桜井木ノ実     |
| 4    |          | 塔崎年溪谷的冒險     | 横谷昌宏   | よこた和   | よこた和     | 薄谷栄之       |
| 5    |          | 火之聖域的冒險       | 岡田麿里   | 本多康之   | 山崎友正     | 大河内忍       |
| 6    |          | 噶米噶米魔王城       | 吉田玲子   | 戸隠伊助   | 越智一裕     | 守岡英行       |
| 7    |          | 馬洛克的冒險         | 高橋ナツコ | 大原実     | 前園文夫     | 相馬満         |
| 8    |          | 怪物武道會           | 横谷昌宏   | 青木雄三   | みくりや恭輔 | 桜井木ノ実     |
| 9    |          | 水之聖域的冒險       | 岡田麿里   | よこた和   | よこた和     | 薄谷栄之       |
| 10   |          | 再一次龍之祭壇的冒險 | 高橋ナツコ | 本多康之   | 山崎友正     | 大河内忍       |
| 11   |          | 闇之聖域的冒險       | 横谷昌宏   | 大庭秀昭   | 大庭秀昭     | 平山智         |
| 12   |          | 最後的戰鬥           | 吉田玲子   | 大原実     | 大原実       | 前田実         |
| 13   |          | 回憶中的冒險         | 吉田玲子   | 越智一裕   | 越智一裕     | 守岡英行       |
| 14   |          | 黃金之鎖匙的冒險     | 横谷昌宏   | よこた和   | よこた和     | 薄谷栄之       |
| 15   |          | 韃卡托號的冒險       | 高橋ナツコ | 青木雄三   | 岡田宇啓     | 和光はじめ     |
| 16   |          | 海上的膽量試煉       | 吉田玲子   | 奥田誠治   | 山崎友正     | 大河内忍       |
| 17   |          | 瑪麗娜城的冒險       | 岡田麿里   | 本多康之   | 奥村吉昭     | 平田和也       |
| 18   |          | 月之滴的冒險         | 横谷昌宏   | 大原実     | 大原実       | 前田実         |
| 19   |          | 海王丸的冒險         | 高橋ナツコ | 青木雄三   | 高木茂樹     | 薄谷栄之       |
| 20   |          | 庫羅克尼西亞的冒險   | 岡田麿里   | 河合夢男   | 大関正幸     | 竹内啓         |
| 21   |          | 試練的洞窟的冒險     | 吉田玲子   | 本多康之   | 山崎友正     | 大河内忍       |
| 22   |          | 萊姆納斯的冒險       | 横谷昌宏   | 野上かずお | 野上かずお   | をがわいちろを |
| 23   |          | 化石島的冒險         | 吉田玲子   | 青木雄三   | 篠崎康行     | 平田和也       |
| 24   |          | 永别的冒险           | 岡田麿里   | 大庭秀昭   | 高木茂樹     | 薄谷栄之       |
| 25   |          | 闇的精靈王           | 高橋ナツコ | 本多康之   | 山崎友正     | 大河内忍       |
| 26   |          | 月之規章             | 吉田玲子   | 本多康之   | 矢野篤       | 守岡英行       |

## 外部連結
- ポポロクロイス (トムス・エンタテインメント) （页面存档备份，存于）（日語）